# Црна Гора на Зимским олимпијским играма 2018.
Црна Гора је на Зимским олимпијским играма 2018, у Пјонгчангју (Јужна Кореја) учествовала по трећи пут као самостална држава. Делегацију Црне Горе предсатављало је троје спортиста који су се такмичили у два спорта: алпском скијању и скијашком трчању.
Црногорски олимпијски тим остао је у групи земаља које до данас нису освојиле ниједну медаљу на зимским играма.
Заставу Црне Горе на свечаном отварању олимпијских игара 2018. носила је Јелена Вујичић, која се такмичила у алпском скијању. Јелена Вујичић је са 17 година била најмлађа учесница Игара, за њу је било планирано да наступи тек на Олимпијским играма 2022 и није примала стипендију од Црногорског олимпијског комитета. Поред Јелене Вујичић, Црну Гору на Играма представљали су још Елдар Салиховић у алпском скијању и Марија Булатовић у скијашком трчању.
Марија Булатовић је била први представник Црне Горе на олимпијским играма у нордијским дисциплинама. Наступила је прехлађена и трку на 10 km завршила је на 88. мјесту, 10 минута иза побједнице Рагнил Хаге из Норвешке. Елдар Салиховић је велеслалом завршио на 64. мјесту, док је слалом завршио без пласмана, одустао је у првој вожњи. Јелена Вујичић слалом је завршила на 58 мјесту, док је у велеслалому завршила без пласмана, у првој вожњи је направила грешку и одустала.

## Учесници
Црну Гору представљали су Јелена Вујичић, Елдар Салиховић и Марија Булатовић, у двије дисциплине.
| Спорт           | Мушкарци | Жене | Укупно |
| --------------- | -------- | ---- | ------ |
| Алпско скијање  | 1        | 1    | 2      |
| Скијашко трчање | 0        | 1    | 1      |
| Укупно          | 1        | 2    | 3      |

## Алпско скијање
Двоје спортиста из Црне Горе прошло је квалификације за алпско скијање.
| Спортиста       | Дисциплина             | Вожња 1 | Вожња 1  | Вожња 2 | Вожња 2  | Укупно  | Укупно   |
| Спортиста       | Дисциплина             | Вријеме | Позиција | Вријеме | Позиција | Вријеме | Позиција |
| --------------- | ---------------------- | ------- | -------- | ------- | -------- | ------- | -------- |
| Елдар Салиховић | Велеслалом за мушкарце | 1:20.51 | 71       | 1:20.72 | 64       | 2:41.23 | 64       |
| Елдар Салиховић | Слалом за мушкарце     | DNF     | DNF      | DNF     | DNF      | DNF     | DNF      |
| Јелена Вујичић  | Велеслалом за жене     | 1:30.53 | 66       | 1:28.12 | 58       | 2:58.65 | 58       |
| Јелена Вујичић  | Слалом за жене         | DNF     | DNF      | DNF     | DNF      | DNF     | DNF      |

## Скијашко трчање
Из Црне Горе квалификовала се једна такмичарка. То је дебитантско учешће Црне Горе у овој дисциплини.
| Спортиста        | Дисциплина                     | Финале  | Финале    | Финале   |
| Спортиста        | Дисциплина                     | Вријеме | Заостатак | Позиција |
| ---------------- | ------------------------------ | ------- | --------- | -------- |
| Марија Булатовић | 10 km за жене слободним стилом | 35:24.0 | +10:23.5  | 88       |